# 単効用吸収冷凍サイクル
単効用吸収冷凍サイクル（たんこうようきゅうしゅうれいとうサイクル）は、液体の冷媒を低い圧力に保った蒸発器で低温で気化させ気化熱で熱を奪い取り、その蒸気を吸収器で吸収液に吸収させ、濃度の低下した吸収液を再生器で加熱し冷媒を蒸気として分離し、冷媒を凝縮器で液化し蒸発器に・吸収液を冷却し吸収器に戻す、冷凍機の熱力学サイクルである。

## サイクルの流れ
1 - 蒸発器で液体の冷媒を低温・低圧で気化させ QE 冷却する。 →1'
1',6 - 吸収器で吸収液に冷媒蒸気を吸収させる。吸収液濃度 ξ1 →2
2 - 吸収液ポンプで希吸収液を吸収液熱交換器へ送り QH 熱交換する →7
7 - 再生器で QG の熱で希吸収液を加熱する。 →5
5 - 濃縮吸収液と冷媒蒸気に分離する。 →4,4'
4' - 凝縮器で QC 冷却し冷媒を液化する。 →3
3 - 凝縮器から蒸発器へ圧力差で液化した冷媒を移送する。 →1
4 - 再生器から吸収液熱交換器へ圧力差で濃吸収液を送り QH 熱交換する。吸収液濃度 ξ2 →8
8 - 吸収器で吸収液を QA 冷却する。 →6

### 理論成績係数・冷凍能力
熱交換器などの損失がない場合を考えると。
QE + QG = QA + QC
QE = D ( h1' - h3 )
QC = D ( h4' - h3 )
QG = ( a -1 ) D h4 + D h4' - a D h7
QA = ( a -1 ) D h8 + D h1' - a D h2
QH = a D ( h7 - h2 )
(COP)R = QE / QG = ( h1' - h3 ) / { h4' - h4 + a ( h4 - h7 )}
(COP)R : 冷凍サイクルの理論成績係数
Q : 熱量
h : 吸収液のエンタルピー 　h' : 吸収液と平衡する冷媒蒸気のエンタルピー
a : 吸収液循環比、1kgの冷媒蒸気を再生器で発生させるために必要な希吸収液の循環量 a = ξ2 / ( ξ2 - ξ1 )
D : 再生器の発生冷媒蒸気量

## 単効用第一種吸収ヒートポンプ
このサイクルを利用し、低温排熱を高温熱源で汲み上げて加熱するものを単効用第一種吸収ヒートポンプと呼ぶ。
(COP)H =  (COP)R + 1
(COP)H : ヒートポンプサイクルの理論成績係数